# Conín
Conín (del otomí: Ejohni ‘ruido’), bautizado Fernando de Tapia (Nopala de Villagrán, Hidalgo, 1480 - Santiago de Querétaro, Querétaro, febrero de 1571), fue un caudillo militar otomí que colaboró con los conquistadores españoles. Se le considera fundador del pueblo de Ndämaxei, que más tarde se convirtió en la ciudad de Santiago de Querétaro.
Antes de la conquista era un próspero e influyente comerciante que tenía buenas relaciones con los pueblos chichimecas y otomíes. No se sabe con certeza si se convirtió al catolicismo en Jilotepec o en las cercanías de Querétaro, sin embargo, fue el encomendero Hernán Pérez de Bocanegra quien lo convenció de cristianizarse. Aceptó ser bautizado con el nombre español de Hernando (Fernando) de Tapia. Hernando por Hernán Pérez de Bocanegra y Tapia por don Andrés de Tapia, encomendero de Jilotepec.
Junto con Juan Bautista Valerio de la Cruz, don Diego Atexcohuatl y don Nicolás de San Luis, fue uno de los caciques otomíes que en la década de 1550 servirían como capitanes al bando virreinal, a cambio de cargos públicos y propiedades. Participaron en acciones militares contra los chichimecas en zonas como San Miguel, San Felipe, Río Verde, Celaya y el valle de Gueychiapa, entre otras. 

«El uso de auxiliares militares indios en la frontera chichimeca fue una política que practicaron varios virreyes; Velasco simplemente colmó la brecha entre el sistema iniciado por Cortés y su desarrollo hasta una guerra organizada contra las tribus del norte. Pero ni esa política ni las otras medidas defensivas emprendidas por el virrey Velasco sirvieron para contener las incursiones de los guerreros del norte».
P. Powell

## Biografía

### Anterior a la conquista
Poco se sabe de la vida de Conín antes de la llegada de los españoles. Nació en Nopala de Villagrán, entonces reino de Jilotepec, hoy Estado de México, entre los años 1480-1485, se sabe que era un próspero e influyente comerciante, tenía buenas relaciones con tribus chichimecas, otimíes y mexicas a quienes les vendía semillas, mantas, sal, etc. y recibía a cambio pieles de animales, plumas, cestería, etc.
En Jilotepec se casó con una indígena, cuyo nombre antes del bautizo se desconoce, pero al convertirse pasó a llamarse Magdalena Ramírez. También en Jilotepec nacieron dos de sus hijas: Catalina y Magdalena. 
Se desconocen las circunstancias exactas por las que Conín se trasladó a lo que hoy es Querétaro. Algunas fuentes dicen que los españoles llegaron a Jilotepec a realizar una sangrienta conquista de la cual Conín y su familia huyeron junto con otros indígenas a lo que hoy es la Cañada, otras fuentes indican que fue en Jilotepec donde conocería a Hernán Pérez Bocanegra, quien lo convenció de convertirse ahí mismo, tras lo cual Conín se trasladó a Querétaro junto con los españoles.  

### Llegada de los españoles, fundación de Querétaro
La caída de Tenochtitlan en 1521, provocó una oleada migratoria hacia los territorios del norte, huyendo del avance español. En ese año Conín, junto con cerca de treinta familias de Jilotepec, se trasladó a las cercanías de Querétaro y fundó el pueblo de Tlachco −donde actualmente está la Cañada, en el municipio de El Marqués−.  
En este lugar donde, ya como Fernando de Tapia, se puso al servicio de los encomenderos Hernán Pérez de Bocanegra y Juan Sánchez de Alanís para combatir con los grupos chichimecas y otomíes de la región, recibiendo a cambio el cacicazgo de la República de Indios de Santiago de Querétaro.
Según el mito fundacional de Querétaro, el 25 de julio de 1531, durante este enfrentamiento entre los indígenas chichimecas y otomíes contra los españoles y sus aliados cristianizados, el cielo se oscureció repentinamente y apareció una cruz luminosa acompañada de la figura del Apóstol Santiago montado en un caballo blanco y blandiendo una espada de fuego. Esta supuesta visión se difundió como una señal divina. Como resultado, el asentamiento recibió el nombre de Santiago de Querétaro en honor al apóstol. Aunque la historia forma parte de la tradición oral y carece de evidencia histórica verificable, se ha convertido en un elemento central de la identidad cultural y religiosa de la ciudad.

### Gobernador de Querétaro
Después de la conquista de Querétaro, el ejército conquistador de Hernán de Bocanegra y Fernando de Tapia "Conín" siguieron su gira por Los Apaseos, Xichú, San Miguel el Grande hasta llegar a Acámbaro, después de que participara en estas conquistas, Conín regresó a Querétaro donde estaba su familia. A su regreso el rey, el virrey y la Real Audiencia premiaron sus servicios y fue nombrado gobernador ad perpetum de Querétaro, concediéndole dominios y vasallos a su servicio. Ya en Querétaro nacieron sus otros hijos, Diego de Tapia, María de Tapia y Beatriz de Tapia. 
Como gobernador mandó a que los indígenas se asentaran en lo que hoy es el barrio de San Francisquito, a los españoles que se quisieron quedar con el los avecindo en la falda de la loma del sangremal. Junto con Juan Sánchez de Alanís realizó el trazo urbano de Querétaro, también planeando la construcción del Templo de San Francisco, obra que no vio terminada, también se dedicó al aprovechamiento de los manantiales de la Cañada, construyendo los acequias necesarias para los regadíos y la misma ciudad, también construyó el primer hospital de la ciudad, como recompensa por su labor se le dieron tierras en Apaseo el Bajo, Apapátaro y Huimilpan.

### Muerte y entierro
Fernando de Tapia "Conín" murió en febrero de 1571. Si la idea de que nació en 1480 es correcta, significaría que murió a la avanzada edad de 91 años, muy por encima de la esperanza de vida de aquella época, tuvo un gran funeral al que asistieron tanto indígenas como españoles de la sociedad queretana, tuvo una misa de cuerpo presente en el Templo de San Francisco de Asís, y se cree que fue sepultado ahí mismo aunque desconoce el destino de sus restos. Al morir heredó todos sus bienes y posesiones a su único hijo varón, Don Diego de Tapia, que también heredó el gobierno de la localidad y el título de capitán general, llegando a pertenecer a la nobleza novohispana, e incluso Felipe II le otorgó un escudo de armas. Durante su gobierno se inició la construcción del convento de Santa Clara, siendo su hija (nieta de Conín), Luisa de Tapia, la primera abadesa, quien al tomar los hábitos cambió su nombre a Luisa del Espíritu Santo. 

## Legado
Actualmente, se pueden encontrar dos monumentos dedicados a Conín en la ciudad de Querétaro. Uno de ellos es una estatua de cuerpo entero ubicada en el monumento que honra su papel como fundador de la ciudad, situado en la carretera federal México-Querétaro. Esta escultura de 70 m de altura, obra del escultor mexicano Víctor Gutierrez, se construyó entre 1982 y 1985. La obra lo representa con su vestimenta indígena, dando la bienvenida a todo aquel que ingrese a la ciudad. Por otro lado, en la Plaza de los Fundadores se encuentra otra estatua de cuerpo entero, donde aparece ataviado con indumentaria europea renacentista, reflejando su identidad como Don Fernando de Tapia tras su conversión al catolicismo. 